# بقلة حمقاء
البَقْلَة الحَمْقَاء أو حرفا أو الرجلة أو بليشة (الاسم العلمي: Portulaca oleracea) هي نبات حولي عصاري يتبع جنس البقلة من الفصيلة الرجلية.

## أسماء أخرى وأصل التسمية
البَقْلَة المُبَارَكَة أو البَقْلَة اللَّيِّنَة أو البَقْلَة أو الفَرْفَح أو الفَرْفَحِين أو الفَرْفَحَى أو الفُرْفِير أو الرِجْلَة أو الرُجَيْلَة أو الردروت أو رجل الإوز أو سالف العروس أو بربير
- سمّيت بالحمقاء لأنها تنبت في المَسِيلٍ، فيقلعها الماء ويجرفها[بحاجة لمصدر].
- سمّيت بالفرفح والفرفحين والفرفحى والفرفير، من الفارسية پَرپَهَن[بحاجة لمصدر] وربمامن الفرنسية: پُورْپْيِي pourpier (أو pourpied)، من اللاتينية: پُولِّي پَاسْ pulli pes، أي رجل الدجاجة، من پُولِّي: الدجاجة وپُولِّي: الرِجْل[بحاجة لمصدر].
- سمّيت بالرِجْلَة والرُجَيْلَة من الرِّجْلة: أي مَسِيل الماء، لأنها تنبت في المَسِيلٍ[بحاجة لمصدر].

## أسماء عامية
تسمى في بلاد الشام البقلة وفي مصر تعرف بـ الرجلة، وفي بعض دول الخليج تعرف بـالبقلة المباركة ورشاد وحرفات وفارفا وبربين في شمال العراق بُيردة في وسط العراق وجنوبه ونحلة وفرخو " لوينة "
ومن التسميات الأخرى: و البربير أو البقلة المباركة أو البرَابَرة أو ذنب الفرس أو العَرفَج أو البقلة اللينة أو البقلة المُطلقة أو الفَرْفج أو الرَّشلة أو الكفّ  أو الخُرفَة أو الفُرقَة أو بقلة الزهراء أو البَردُقالةِ أو البَدلاقة أو فرفحين بَرابرَة - درفاس - ذنب الفرس (في اليمن) – حمقة وفي ليبيا تسمي بقلة وفي بعض المناطق منها طرابلس تسمي بليبشة.
ما ورد في أحد طبعات كتاب الجامع لمفردات الأدوية والأغذية لابن البيطار المالقي من أن اسمها هو أيضا العرفج والعرفجين، فهو تصحيف (أي تحريف أثناء نسخ المخطوطات) لكلمتي فرفح وفرفحين، والمحقق لم يتفطن لذلك.[بحاجة لمصدر]
وتسمى في جنوب الجزائر البندراق والبرطلاق وفي العراق تسمى «حمقة» و«بربن»

## التوزع الجغرافي
هذه العشبة أصلها الهند وإيران، التي منها قد انتشرت إلى أوروبا، وأمريكا، وتقريبًا إلى كل ركن آخر في العالم. نبات حولي ينمو بسرعة في الربيع والصيف، اُستخدِمَ كمحصول طعام لأكثر من 2000 سنة.
ينمو بكثرة في الأراضي الخفيفة وفي الحدائق المروية في فصل الصيف، إضافة إلى مجاري الوديان حيث تغطي مساحات شاسعة في مواسم الأمطار ويكثر في المزارع المهملة وعلى حواف القنوات وجوانب الطرقات.

## الوصف
النبات عبارة عن عشب حولي، منه ما هو منتصب ومنه ما هو منبسط. يصل ارتفاعه إلى حوالي 30 سم. ساقه وأفرعه ملساء ذات لون مخضر إلى محمر عصيرية رخوة. الأوراق بيضية مقلوبة مستديرة القمة. الأزهار صغيرة حتى (5 ملم) صفراء اللون جالسة بدون أعناق تتفتح في الصباح ثم تنغلق غالباً قبل منتصف النهار، وفي الزهرة ورقتا كأس وخمس أوراق تويج صفراء وعدد كبير من الأسدية. عملية التلقيح بصورة عامة ذاتية، والأزهار تتفتح من شهر شباط وحتى شهر أيلول. يزحف هذا النبات بسوقه وأوراقه على الأرض التي تذكر بكف الرجل.

## الاستخدام الطهوي
يتم توزيع هذا عالميًّا لأنه نبات منتج، وللذته إذا طبخ بشكل مناسب.

## الاستخدام الطبي
اعتبرت البقلة ولفترة طويلة نباتًا طبيًّا حيث أنها تحتوي على نسبة بيتا كاروتين عالية أكثر من السبانخ، بالإضافة إلى المستويات العالية للمغنيسيوم والبوتاسيوم وفيتامين أ، وج، واستعملت لمعالجة أوجاع الرأس والمثانة ولشفاء القروح ولطرد الديدان ولشفاء ضربة البرد والإصابات بمسحوق البارود. وبشكل عام فقد استخدمت تاريخيًّا كعلاج للروماتيزم.
في الطب الصيني التقليدي، استخدمت البقلة لإزالة الحرارة والمواد السامة، وإيقاف النزيف، إضافة لاستخدامها في علاج أمراض التنفس. وفي الطب الصيني الهندي والقبرصي تستعمل أزهار وأوراق البقلة لمعالجة أمراض كثيرة ومنها: التهابات الجلد، والاكزيما، والباسور، والتهابات في المسالك البولية والرئتين ولتحضير الضمادات ضد الحروق، فقد بينت الدراسات التي أجريت في المختبرات أن البقلة تحوي مواد مضادة للجراثيم والفطريات.
تستعمل البقلة هذه الأيام لتنقية الدم ومعالجة التهابات اللثة وذلك عن طريق مضغها.